# Quốc kỳ Sénégal
Quốc kỳ Sénégal (tiếng Pháp: Drapeau du Sénégal) với ba vạch đứng lục - vàng - đỏ đều nhau, ở giữa vạch vàng có một ngôi sao màu xanh lục.